# New World/Truth〜最後の真実〜
『New World/Truth〜最後の真実〜』（ニュー・ワールド / トゥルース さいごのしんじつ）は、日本の歌手グループw-inds.の2009年12月9日に発売された27枚目のシングルである。

## 解説
- 前作「Rain Is Fallin'/HYBRID DREAM」より約7ヵ月ぶりのリリース。
- 前々作、前作と3作連続しての両A面シングル（Double A Side SINGLE）。
- CD+DVDの初回盤A,Bと、CDのみの通常盤（全てジャケット違い）の3形態でリリース。初回盤A付属のDVDには「New World」のPVを、初回盤B付属のDVDには「Truth〜最後の真実〜」のPVをそれぞれ収録。特典として、全盤に共通して、2009年12月19日に新木場STUDIO COASTで開催されたX'mas Live参加応募券が封入されており、通常盤にはそれにプラスしてステッカー（全4種のうち1枚）が封入されている。通常盤にのみ「New World(Radio Mix)」が収録されている。[1]
- 「New World」は、安室奈美恵、DOUBLE、またF.O.H表記時代のFull Of Harmonyなど、日本のR&B系のアーティストを数多く手掛ける今井了介をプロデューサーとして起用。メインボーカルは橘慶太だが、千葉涼平、緒方龍一にもソロパートが存在している。
- 「Truth〜最後の真実〜」は、アメリカ合衆国[2]のR&Bシンガーソングライター、音楽プロデューサーであり、世界の第一線で活躍中のNe-Yoと、ゴスペル・グループであるザ・キャラバンズの一員であったジョセフィーン・ハワードを祖母に持ち、80年代のブラック・ミュージック・シーンでサイド・エフェクトのリード・ヴォーカリストとして活躍し、ミキ・ハワードを母親に持つシンガーソングライターB.Howardとの共作による提供楽曲（ただしクレジット上のNe-Yoの表記は彼の作家名である"Smith"名義）。YouTubeなどにNe-Yo歌唱の「Truth」という同じ楽曲が存在するが、正式なリリース及びオフィシャルなサイトでの配信は一切なく、事実上Ne-Yoがw-inds.に書き下ろした、w-inds.のオリジナル楽曲である。（日本のR&BアーティストFull Of Harmonyに次ぎ、w-inds.は、Ne-Yoプロデュース及び書き下ろしのオリジナル楽曲の提供を受けた2組目の日本人アーティストである。）
- カップリング曲「Fighting For Love」は、和楽器をフィーチャーした楽曲で、詞中にも“鎬（しのぎ）”“SAMURAI（侍）”“天下無双”といった単語がある。メンバーの龍一は、宮本武蔵を描いた井上雄彦著の青年漫画『バガボンド』の世界観をイメージしてレコーディングに臨んだという。
- カップリング曲「Tribute」は、2009年6月25日に急逝したマイケル・ジャクソンに捧げた楽曲である。マイケルをリスペクトし、詞中には「MAN IN THE MIRROR」、「THRILLER」、「BAD」、「OFF THE WALL」、「DANGEROUS」、「ABC」、「I WANT YOU BACK」といったジャクソン5時代を含めた彼の代表曲やアルバム・タイトルが散りばめられ、彼を象徴する“KING OF POP”という冠言葉も登場する。[3]”に関しても間接的に触れ、称賛している。「圧倒的なパフォーマンスは白黒付けられないレベル」と、マイケルが生涯をかけてこだわった人種問題に言及したような表現も見られる。なお、詞中の"R.I.P"は、"Rest In Peace（安らかに眠れ）"の略。

## 収録曲
初回盤A
1. New World
（作詞・作曲・編曲：Ryosuke Imai）
2. Truth〜最後の真実〜
（作詞：shungo.　作曲・編曲：Smith,Howard）
3. Fighting For Love
（作詞：shungo.　作曲：ZETTON,Carl Sahlin,Erik Lidbom　編曲：ZETTON）
4. New World (Instrumental)
（作曲・編曲：Ryosuke Imai）

初回盤B
1. Truth〜最後の真実〜
（作詞：shungo.　作曲・編曲：Smith,Howard）
2. New World
（作詞・作曲・編曲：Ryosuke Imai）
3. Tribute
（作詞：shungo.　作曲：ZETTON,Carl Sahlin,Erik Lidbom　編曲：ZETTON）
4. Truth〜最後の真実〜 (Instrumental)
（作曲・編曲：Smith,Howard）

通常盤
1. New World
（作詞・作曲・編曲：Ryosuke Imai）
2. Truth〜最後の真実〜
（作詞：shungo.　作曲・編曲：Smith,Howard）
3. Fighting For Love
（作詞：shungo.　作曲：ZETTON,Carl Sahlin,Erik Lidbom　編曲：ZETTON）
4. Tribute
（作詞：shungo.　作曲：ZETTON,Carl Sahlin,Erik Lidbom　編曲：ZETTON）
5. New World (Radio Mix)
（作詞・作曲・編曲：Ryosuke Imai）

## タイアップ
『New World』
- 日本テレビ系『ドクター・ハウス シーズン2』ED

『Truth〜最後の真実〜』
- TBS系テレビ『あらびき団』2009年12・1月度ED